# Sylvie Guillaume
Sylvie Guillaume (Antony, 11 juni 1962) is een Frans politica. Sinds 14 juli 2009 is zij lid van het Europees Parlement namens de Parti Socialiste (S&D). Ze vertegenwoordigt de regio Rhône-Alpes.
Guillaume behaalde in 1980 haar baccalauréat in de richting exacte wetenschappen biologie. Ze werkte daarna enkele jaren als ambtenaar, directie-assistentie en parlementair medewerkster. Tussen 1998 en 2009 was ze lid van de regioraad van Rhône-Alpes, en tussen 2001 en 2014 was ze wethouder en locoburgemeester van Lyon. Ze behaalde voor het eerst een zetel in het Europees Parlement bij de verkiezingen van 2009 en ging deel uitmaken van de S&D-fractie. Tussen 19 januari 2012 en 30 juni 2014 was ze tevens vicevoorzitter van die fractie.
Na de parlementsverkiezingen van 2014 werd Guillaume op 1 juli 2014 verkozen tot een van de veertien vicevoorzitters van het parlement. In die hoedanigheid maakte zij tot 1 juli 2019 deel uit van het Bureau. Daarnaast is zij sinds 16 juli 2009 lid van de commissie burgerlijke vrijheden, justitie en binnenlandse zaken.